# Keplers ekvation

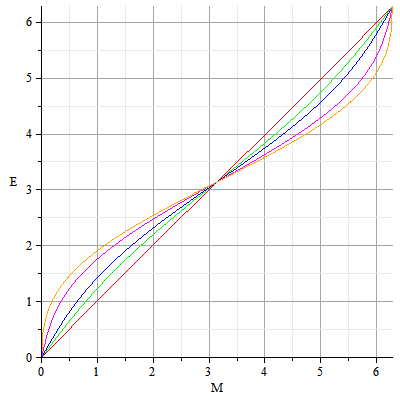
Kurvorna visar lösningar för Keplers ekvation för fem olika banexcentriciteter mellan 0 and 1.

Animation av en himlakropps excentriska bana.

Keplers ekvation är en ekvation som ger sambandet mellan den excentriska anomalin E och medelanomalin M vid en elliptisk bana:
{\displaystyle M=E-\epsilon \sin E}
där {\displaystyle \epsilon } är banexcentriciteten.
Ekvationen härleddes 1619 av Johannes Kepler, och har spelat en viktig roll i både fysikens och matematikens historia. Den förekommer centralt vid lösningen av tvåkropparsproblemet.

## Alternativa former
Keplers ekvation har flera former. Varje form är förknippad med en särskild typ av omloppsbana. Den vanligaste formen används för elliptiska omloppsbanor (0 ≤ {\displaystyle \epsilon } < 1). Den hyperboliska keplerekvationen används för hyperboliska banor ({\displaystyle \epsilon >1}). Den radiella formen används för linjära (radiella banor). Gränsfallet för paraboliska banor ({\displaystyle \epsilon =1}) måste uttryckas med hjälp av Barkers ekvation.

### Hyperbolisk form
Den hyperboliska formen för Keplers ekvation är:
{\displaystyle M=\epsilon \sinh H-H.}
där H är den hyperboliska excentriska anomalin. Denna ekvation kan härledas genom att multiplicera den elliptiska formen av ekvationen med kvadratroten ur −1, och ersätta E med {\displaystyle {\sqrt {-1}}H}.

### Radiell form
Den radiella formen är:
{\displaystyle t(x)=\sin ^{-1}{\sqrt {x}}-{\sqrt {x(1-x)}}.}
där t är proportionell mot tiden och x är proportionell mot avståndet från fokus. Denna ekvation kan härledas genom att multiplicera den elliptiska formen av ekvationen med 1/2, ersätta E med {\displaystyle 2sin^{-1}{\sqrt {x}}} och sätta {\displaystyle \epsilon } = 1.

## Inversen av Keplers ekvation
Att beräkna M för ett givet värde av E är enkelt. Att beräkna E när M angivits är betydligt svårare. Keplers ekvation är nämligen transcendental, vilket innebär att den inte kan lösas för E algebraiskt. Keplers ekvation kan dock lösas för E analytiskt genom en lagrangeinversion. Lösningen till Keplers ekvation ges de två taylorserierna nedan.
Förvirring över Keplers ekvationens lösbarhet har genomsyrat matematiklitteraturen i fyra århundraden. Det hävdas ofta felaktigt att Keplers ekvation "kan inte lösas analytiskt". Många författare hävdar absurt att den inte kan lösas alls. Den förste att göra detta påstående var ingen mindre än Kepler själv:
| ”                 | Jag är tillräckligt övertygad om att den [Keplers ekvation] inte kan lösas a priori, på grund av vinkelbågens och sinus olika natur. Men om jag har fel, och något pekar ut vägen åt mig, skall han i mina ögon bliva den store Apollonius. | „ |
| – Johannes Kepler | |   |

### Inversa keplerekvationen
Den inversa keplerekvationen är lösningen till Keplers ekvation för alla reella värden av {\displaystyle \textstyle \epsilon }: 

{\displaystyle E={\begin{cases}\displaystyle \sum _{n=1}^{\infty }{\frac {M^{\frac {n}{3}}}{n!}}\lim _{\theta \to 0}\left({\frac {\mathrm {d} ^{\,n-1}}{\mathrm {d} \theta ^{\,n-1}}}\left({\frac {\theta }{\sqrt[{3}]{\theta -\sin(\theta )}}}^{n}\right)\right),&\epsilon =1\\\displaystyle \sum _{n=1}^{\infty }{\frac {M^{n}}{n!}}\lim _{\theta \to 0}\left({\frac {\mathrm {d} ^{\,n-1}}{\mathrm {d} \theta ^{\,n-1}}}\left({\frac {\theta }{\theta -\epsilon \cdot \sin(\theta )}}^{n}\right)\right),&\epsilon \neq 1\end{cases}}}
Vid beräkning ger detta: 

{\displaystyle E={\begin{cases}\displaystyle x+{\frac {1}{60}}x^{3}+{\frac {1}{1400}}x^{5}+{\frac {1}{25200}}x^{7}+{\frac {43}{17248000}}x^{9}+{\frac {1213}{7207200000}}x^{11}+{\frac {151439}{12713500800000}}x^{13}+\cdots \ |\ x=(6M)^{\frac {1}{3}},&\epsilon =1\\\\\displaystyle {\frac {1}{1-\epsilon }}M-{\frac {\epsilon }{(1-\epsilon )^{4}}}{\frac {M^{3}}{3!}}+{\frac {(9\epsilon ^{2}+\epsilon )}{(1-\epsilon )^{7}}}{\frac {M^{5}}{5!}}-{\frac {(225\epsilon ^{3}+54\epsilon ^{2}+\epsilon )}{(1-\epsilon )^{10}}}{\frac {M^{7}}{7!}}+{\frac {(11025\epsilon ^{4}+4131\epsilon ^{3}+243\epsilon ^{2}+\epsilon )}{(1-\epsilon )^{13}}}{\frac {M^{9}}{9!}}+\cdots ,&\epsilon \neq 1\end{cases}}}
Dessa serier kan återskapas i Mathematica med InverseSeries-operationen.
InverseSeries[Series[M - Sin[M], {M, 0, 10}]]
InverseSeries[Series[M - e Sin[M], {M, 0, 10}]]
Funktionerna ovan är enkla taylorserier. Taylorserierepresentationer av transcendenta funktioner betraktas som definition av de funktionerna. Där är löseningen ovan den formella definitionen av den inversa keplerkevationen. Fast denna lösning är den enklaste i viss matematisk mening, är konvergensen väldigt dålig när {\displaystyle \displaystyle \epsilon } är nära 1, vilket gör serierna olämpliga för tillämpningar: övriga formuleringar, som till exempel universalvariabelsformuleringen har bättre konvergensegenskaper och fungerar på både elliptiska, paraboliska, och hyperboliska banor. Alternativt kan Keplers ekvation lösas numeriskt, men även där är konvergensen dålig vid {\displaystyle \displaystyle \epsilon } nära 1.
Lösningen för {\displaystyle \textstyle \epsilon } {\displaystyle \neq 1} upptäcktes av Karl Stumpff 1968, men dess betydelse blev inte erkänd.